# Spotlight (filme)
Spotlight (bra Spotlight - Segredos Revelados; prt O Caso Spotlight) é um filme canado-estadunidense de 2015, do gênero drama histórico-biográfico, dirigido por Tom McCarthy e escrito por McCarthy e Josh Singer. O filme foi estrelado por Mark Ruffalo, Michael Keaton, Rachel McAdams, John Slattery, Stanley Tucci, Brian d'Arcy James, Liev Schreiber e Billy Crudup.
Spotlight trata da equipe de jornalismo investigativo do jornal The Boston Globe, que apura casos de abuso sexual e pedofilia por membros da arquidiocese católica de Boston. Esta investigação recebeu o Prémio Pulitzer de Serviço Público em 2003. No Brasil, o Observatório da Imprensa publicou uma série de debates sobre o filme, questionando os valores e o comportamento do jornalismo na atualidade. Lúcio de Castro nomeou sua agência, a Agência Sportlight, devido a repercussão que o filme trouxe ao jornalismo investigativo.
Spotlight foi apresentado inicialmente no Festival de Veneza, na Itália, e, em seguida, distribuído mundialmente pela Open Road Films em 6 de novembro de 2015. Conquistou inúmeros prêmios e foi recebido positivamente pela crítica. Pelo lado da Igreja Católica, o filme foi alvo de várias críticas. Um defensor da Igreja criticou-o no The New York Times afirmando que "Spotlight é uma deturpação de como a Igreja tratou os casos de abuso sexual". O filme foi indicado a seis Oscars na premiação de 2016, na qual venceu as categorias de melhor filme e melhor roteiro original.

## Enredo
Em 2001, o jornal The Boston Globe contrata um novo editor, Marty Baron (Liev Schreiber). Baron reúne-se com Walter Robinson (Michael Keaton), editor do time Spotlight ("Holofote"), uma pequena equipe que pesquisa durante meses para produzir artigos investigativos. Baron lê uma coluna sobre um advogado, Mitchell Garabedian (Stanley Tucci), que diz que o Arcebispo de Boston, Cardeal Law (Len Cariou), sabia que o padre John Geoghan estava abusando sexualmente de crianças e não fez nada a respeito; Baron demanda que o time Spotlight investigue o caso. O jornalista Michael Rezendes (Mark Ruffalo) entra em contato com Garabedian, que inicialmente recusa-se a ser entrevistado. Rezendes diz que faz parte de uma equipe investigativa do jornal e pressiona-o a colaborar.
Inicialmente acreditando que a história era somente de um padre que havia sido relocado várias vezes, o time Spotlight descobre um padrão de abuso de crianças por padres em Massachusetts, e um acobertamento pela Arquidiocese de Boston. Através de um homem que lidera uma associação de vítimas, eles ampliam a busca para 13 padres; este diz que já havia enviado todo o material para o jornal alguns anos antes, mas foi ignorado. Através de um ex-padre que trabalhava com a reabilitação de padres pedófilos, eles descobrem que o número de padres pode chegar a 90. Após pesquisas, eles montam uma lista com 87 padres suspeitos e começam a procurar as vítimas. Quando ocorrem os ataques de 11 de setembro, o time é forçado a parar a investigação, que é retomada quando Garabedian conta a Rezendes que existem documentos públicos que provam que o Cardeal Law sabia dos problemas e os ignorou. Após o jornal ganhar uma ação judicial para que ainda mais documentos venham a público, o time Spotlight finalmente começa a redigir a história, e planeja publicá-la no início de 2002.
Quando eles estão prestes a publicar, Robinson confessa que ele chefiava a equipe que, em 1993, recebeu uma lista de padres pedófilos, mas não investigou; Baron, mesmo assim, diz que o trabalho dele com a equipe Spotlight é importante. A história é impressa na primeira página com um link para os documentos que expõem o Cardeal Law, e um número de telefone pedindo que vítimas de padres pedófilos os denunciem. Na manhã seguinte, a pequena redação do time Spotlight é inundada por ligações de vítimas querendo contar suas histórias.

## Elenco
- Mark Ruffalo - Michael Rezendes[17][18]
- Michael Keaton - Walter "Robby" Robinson[19]
- Rachel McAdams - Sacha Pfeiffer[17]
- Liev Schreiber - Marty Baron[19]
- John Slattery - Ben Bradlee Jr.
- Brian d'Arcy James - Matt Carroll[20]
- Stanley Tucci - Mitchell Garabedian[19]
- Gene Amoroso - Stephen Kurkjian[21]
- Jamey Sheridan - Jim Sullivan[22]
- Billy Crudup - Eric MacLeish[19][22]
- Maureen Keiller - Eileen McNamara[23]
- Richard Jenkins - Richard Sipe
- Paul Guilfoyle - Peter Conley
- Len Cariou - cardeal Bernard Law
- Neal Huff - Phil Saviano
- Michael Cyril Creighton - Joe Crowley
- Laurie Heineman - juíza Constance Sweeney

## Recepção
No agregador de críticas Rotten Tomatoes, que categoriza as opiniões apenas como positivas ou negativas, o filme tem um índice de aprovação de 97% calculado com base em 373 comentários dos críticos que é seguido do consenso: "Spotlight lida graciosamente com os detalhes sombrios de sua história baseada em fatos, ao mesmo tempo que resiste à tentação de tornar seus heróis famosos, resultando em um drama que honra o público e também seus temas da vida real." Já no agregador Metacritic, com base em 45 opiniões de críticos que escrevem em maioria para a imprensa tradicional, o filme tem uma média aritmética ponderada de 93 entre 100, com a indicação de "aclamação universal".

## Prêmios e indicações
| Prêmio             | Categoria                | Recipiente                                                           | Resultado |
| ------------------ | ------------------------ | -------------------------------------------------------------------- | --------- |
| Oscar 2016         | Melhor filme             | Blye Faust, Steve Golin, Nicole Rocklin e Michael Sugar              | Venceu    |
| Oscar 2016         | Melhor diretor           | Tom McCarthy                                                         | Indicado  |
| Oscar 2016         | Melhor ator coadjuvante  | Mark Ruffalo                                                         | Indicado  |
| Oscar 2016         | Melhor atriz coadjuvante | Rachel McAdams                                                       | Indicado  |
| Oscar 2016         | Melhor roteiro original  | Josh Singer e Tom McCarthy                                           | Venceu    |
| Oscar 2016         | Melhor edição            | Tom McArdle                                                          | Indicado  |
| Globo de Ouro 2016 | Melhor filme - drama     | Blye Faust, Steve Golin, Nicole Rocklin, Michael Sugar               | Indicado  |
| Globo de Ouro 2016 | Melhor diretor           | Tom McCarthy                                                         | Indicado  |
| Globo de Ouro 2016 | Melhor roteiro           | Josh Singer e Tom McCarthy                                           | Indicado  |
| BAFTA 2016         | Melhor roteiro original  | Tom McCarthy, Josh Singer                                            | Venceu    |
| BAFTA 2016         | Melhor ator coadjuvante  | Mark Ruffalo                                                         | Indicado  |
| BAFTA 2016         | Melhor filme             | Blye Pagon Faust, Steve Golin, Nicole Rocklin, Michael Sugar (prod.) | Indicado  |